# ايكسكاليبور

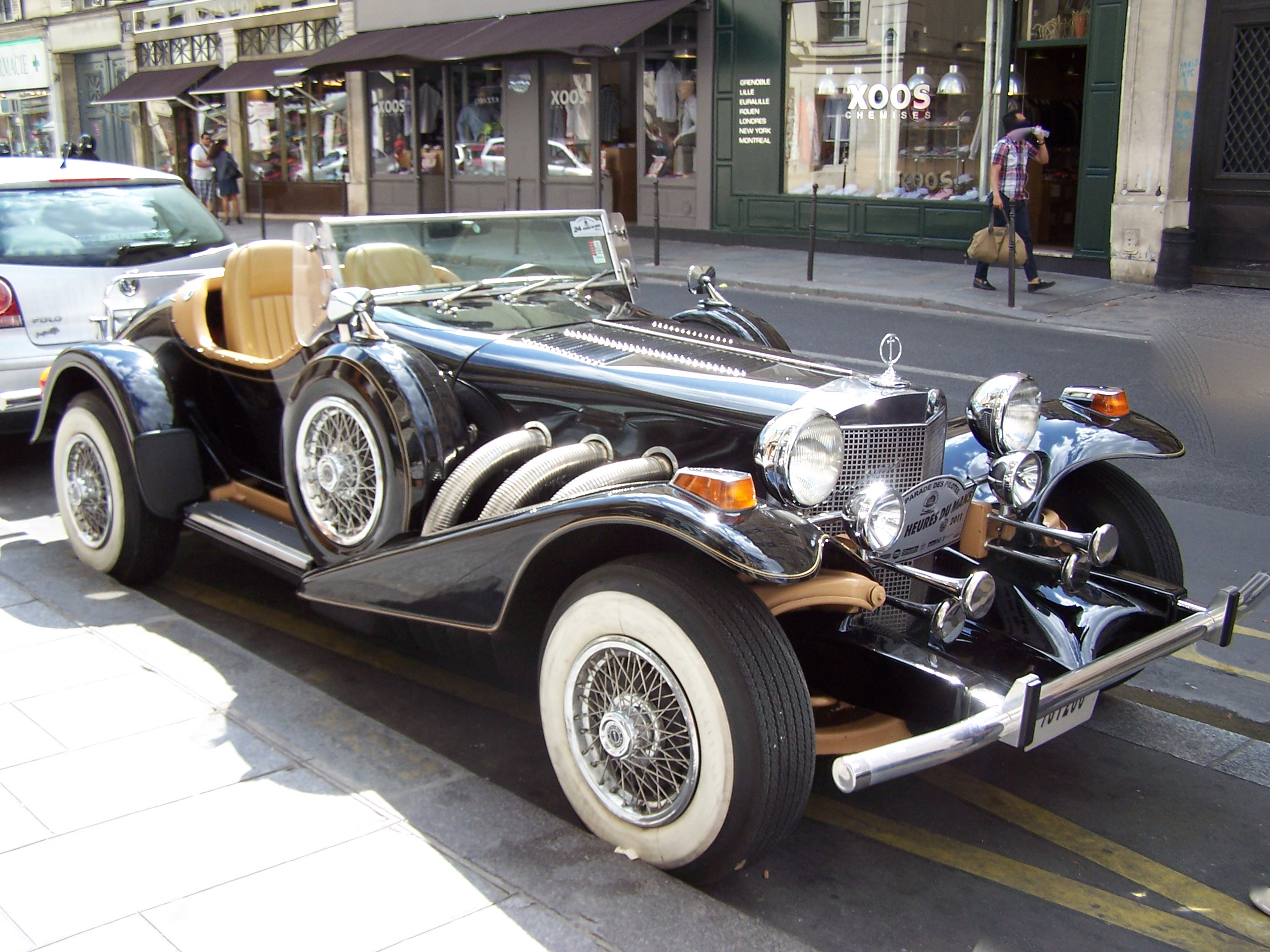
احدى سيارات ايكسكاليبور في باريس.

ايكسكاليبور هي سيارة صممت بعد أن قام بروك ستيفنز بتصميم سيارة مرسيدس-بنز أس أس كي عام 1928 لشركة ستودبيكرز حيث قام ستيفنز بعدها بإنشاء شركة لتصنيع وتسويق السيارات والتي كانت تعتبر تقليدية وفقاً لتصميمها.
عُرض النموذج الأول في معارض السيارات وللمرة الأولى في عام 1963 وقد ثُبت على الهيكل المعدني  لستودبيكر غران توريزمو هوك وبإستخدام محرك بقوة 290 حصان (290 حصان، 220 كيلو واط) ستودبيكر 289 V-8.
توقفت شركة ستودبيكر عن إنتاج المحرك في شهر كانون الأول من عام 1963 وحُولت كافة عمليات التصنيع إلى مصنعها الواقع في مدينة هاميلتون اونتاريو منهية بذلك توفر مثل هذا النوع من المحرك.
حصل بعد ذلك ستيفنز على محركات من شركة جنرال موتورز عن طريق أصدقاءه الذين يعملون كتنفيذيين في شركة جنرال موتورز وهم إد كول وسيمون «بونكي» نودسن. كانت هذه سيارة شفروليه 327S وبقوة (300 حصان، 220 واط) كورفيت مما يجعل من أداء سيارة ايكسكالبور 2100 (950 كجم) قوياً. ومع المحور الخافي القياسي 1:3.31 فقد استغرق التسارع من 0 – 60 ميل في الساعة (0 – 97 كم / ساعة) أقل من ست ثوان. وكانت السرعة القصوى المتوقعة 134 ميلا في الساعة (216 كم / ساعة).
وقد صُنعت أكثر من 3500 سيارة نوع ايكسكالبور وجميعها في ميلوكي ويسكونسن. وكان الممثلة الكوميدية الأميركية فيليس ديلر من أبرز المشجعين لإقتناء سيارات ايكساليبور حيث كانت تمتلك أربعة منها. أصيبت الشركة بالفشل في عام 1986 ألا أنه اُعيد احياؤها من جديد ولمرات عديدة. واستمر أنتاج سيارات ايكسكالبور حتى عام 1990.